# Pidodo
Pidodo is een bestuurslaag in het regentschap Demak van de provincie Midden-Java, Indonesië. Pidodo telt 2816 inwoners (volkstelling 2010).